# Gramont (parçan)
|  | Per a altres significats, vegeu «Ducat de Gramont». |

Gramont, (en occità: Gramont) és un parçan o comarca d'Occitània situada a la Gascunya. La seva vil·la principal és Bidaishe. El seu territori es correspon amb el de l'històric Ducat de Gramont.
Segons la proposta de divisió territorial d'Occitània del diari Jornalet, basada en l'obra de Frederic Zégierman Le Guide des pays de France, el parçan del Gramont estaria ubicat a la regió de la Gascunya, subregió del Bearn.
Oficialment, les comunes de Gramont estan adscrites administrativament i situades al nord-oest del departament francès dels Pirineus Atlàntics, a la regió administrativa de Nova Aquitània.